# Llista de catolicós d'Aghuània
El catolicós d'Aghuània era el cap de l'església d'aquest país.
La llegenda atribueix la creació de l'Església d'Albània l'any 79 al sant evangelista Eghichaï o Eghiché, deixeble de Sant Tadeu Apòstol que havia estat ordenat a Jerusalem per San Jaume (conegut com a Jaume el Just). Tradicionalment hi ha 95 primats titulars de la seu.
En la seva Història dels Aghovans l'historiador armeni Movses Kaghancantovatsi dona una llista de 45 catolicós o Primats de l'Església d'Albània del Caucas amb la durada del seu episcopat, per a un total de 659 anys a partir de sant Gregori, net del gran sant Gregori l'Il·luminador i acabant el 998/999. També cita al catolicós Ter Eremia, sota els quals el benaventurat Mesrop va inventar l'alfabet aghuan com ja havia fet amb els alfabets armeni i iber. L'arribada de Mesrop a l'Albània del Caucas o Aghuània se situaria en els primers anys del segle v sota el rei Esvaghen o Artzvagen (Yesvahan). La vida del patriarca Eremia coincidiria amb els regnats de  Teodosi II el Jove a l'Imperi Romà d'Orient i Yazdegerd I a Pèrsia.
Un altre historiador armeni del segle xii, Mkhitar Gosh, va escriure una "Crònica de Aghuània" que va presentar com un complement a la tasca de Movse Kaghancantovatsi. Repren i segueix la llista de catolicós, proporcionant indicacions cronològiques addicionals.
D'acord amb Marie-Félicité Brosset, sembla clar que Ter Abbas va "portar la seu patriarcal de Chor (Čor o Xor) a Bardaa i es va tenir la seu d'Aghuània 44 anys entre el 551 i el 595. L'últim prelat citat per Movse Kaghancantovatsi és Ter Movses (que va tenir la seu 6 anys), el qual era el superior del convent de Pharhisos i successor de Ter Poneghas (que va tenir la seu 18 anys), que corresponen en la llista que segueix Moisès III (987-993) i el seu predecessor Pere I (971-987).
A partir de finals del segle xv el patriarcat fou freqüentment ocupat per membres de la dinastia hasanjalàlida (o Hasan-Jalalyan) de Khatshen.
La Llista de catolicós d'Aghuània que segueix reagrupe el conjunt dels catolicós de l'Església d'Aghuània fins al 1815.

## Lliste dels primats

### Primats apostòlics i semi llegendaris
- Eghiché l'Apòstol, mort vers 79
- mort el 343: Gregori
- després de 343: Mateu I
- Isaac
- Moisès
- Pant
- Ghazar
- Zacaries (Ter Zakaria)
- vers 399: David
- vers 400: Hovhan
- vers 423: Eremia

### Primats històrics
- vers 500-551: Choup'haghicho
- 551-595: Ter Abas
- 595-629: Viroi[3]
- 629-644: Zacaries I
- 644-671: Hovhan o Joan I
- 671-683: Ukhtanes
- 683-689: Eghiazar
- 689-706: Bakur o Narses I (darrer primat de l'Ésglésia d'Aghuània independent)
- 706-707: Simeó I
- 707-744: Miquel
- 744-748: Anastasi I
- 748-765: Josep I
- 765-769: David I
- 769-778: David II
- 778-779: Mateu I
- 779-781: Moisès I
- 781-784: Aaron
- 784-784: Salomó I
- 784-788: Teodor
- 788-789: Salomó II
- 799-824: Joan II
- 824-824: Moisès II
- 824-852: David III
- 852-877: Josep II
- 877-894: Samuel
- 894-902: Hovnan
- 902-903: Simeó II
- 823-929: David IV
- 929-947: Isaac I
- 947-958: Gagik
- 958-965: David V
- 965-971: David VI
- 971-987: Pere I
- 987-993: Moisès III
- vers 996: Marc I
- vers 1038: Josep III
- mort vers 1077: Marc II
- 1077-1103: Esteve I
- 1103-1130: Joan V
- 1130-1132: Esteve II
- 1132-1140: vacant
- vers 1140: Gregori I
- després de 1140: Bezhgen
- 1149-1155: Narses II
- 1155-1195: Esteve III
- 1195-1235: Joan VI
- 1235-1262: Narses III
- 1262-1263: Esteve IV
- vers 1323: Sukyan
- vers 1331: Zacaries II
- 1406: Pere II
- 1406-1411: Karapet
- 1411-1411: David VII
- 1412-1440: Mateu II
- 1440-1441: Atanasi II
- després de 1441: Gregori II;
- mort el 1470: Joan VII Hasan Jalalyan;[4]
- després de 1470: Mateu III
- mort el 1478: Aristakes I Hasan Jalalyan
- 1478-1481: Narses IV
- 1481-???? : Chmavon I
- ????-1495: Tomàs
- 1495-1511: Arakial
- 1511-1521: Aristakes II
- 1521-1555: Sergi I Hasan Jalalyan (fill del malik de Khatxèn, Hatir)
- 1556-1573: Gregoire III Hasan Jalalyan (fill del malik Mehrab de Khatxèn)
- 1571- : Pere III
- 1573-1574: David VIII Hasan Jalalyan (nebot de Gregori III Hasan Jalalian)
- 1563- ? : Felip
- ? -1586: Joan VII Hasan Jalalyan (mort el 1621 (nebot de David VIII Hasan Jalalyan)
- 1586-1611: Chmavon II
- 1588-1593: Aristakes III
- 1593-1596: Melchiseth Arashetsi
- 1596- ? : Simeó III
- 1633-1634: Joan VIII
- 1631-1653: Gregori IV Hasan Jalalyan (fill del malik Velidjian II de Khatxèn)
- 1653-1675: Pere IV
- 1675-1701: Simeó IV (anti-primat)
- 1676-1700: Jeremies II Hasan Jalalyan (fill del malik Balthazar de Khatxèn)
- 1702-1728: Isaïes Hasan Jalalyan (net del malik Velidjian III de Khatxèn)
- 1706-1763: Narses V (anti-primat)
- 1763-1765: Israël (anti-primat)[5]
- 1763-1786: Joan IX Hasan Jalalyan (mort el 1788, net del malik Allahverdi I de Khatxèn)
- 1786-1806: Israël (anti-primat restablert)
- 1794-1810: Simeó V
- 1794-1815: Sergi II Hasan Jalalyan) (mort el 1828, germà de Joan IX Hasan Jalalyan; a partir de 1815 només tindrà el títol de metropolità).

L'Església independent va ser suprimida el 1815 després de passar el país a Rússia.